# 兼重宏行
兼重 宏行（かねしげ ひろゆき、1951年〈昭和26年〉9月13日 - ）は、日本の実業家、経営者。兼重オートセンター（のちの株式会社ビッグモーター）創業者。

## 経歴
1951年、山口県岩国市で、上に姉と兄2人がいる4番目の子として生まれた。実家は、畑仕事をしたり、近くの川でシロウオや貝、アサリなどを採って生計を立てていた。地元の小中学校を経て、岩国工業高校に進学。1970年に高校卒業後、陸上自衛隊に入隊。隊所属時代に結婚し、程なく退職。その後、大手自動車ディーラーで勤務した。
1976年1月に出身地の山口県岩国市南岩国町において兼重オートセンターを創業。
1978年5月に株式会社に改組、法人化し、代表取締役社長に就任。1980年2月に社名を株式会社ビッグモーターに変更する。
1995年9月に株式会社エム・エー・シー（現：ビッグモーター）代表取締役社長、1996年5月にヤクルト山口工場株式会社（現：ビッグモーター）代表取締役社長、2008年6月、株式会社ハナテン取締役、2008年7月株式会社ハナテン取締役会長就任、2009年6月、有限会社ビッグ九州（現：ビッグモーター）取締役、2010年6月、株式会社ビッグアセット代表取締役をそれぞれ歴任。
2023年7月、ビッグモーター不正事件の責任を取って、社長報酬を1年間全額返上すると発表した。
2023年7月25日、会見にて同月26日にビッグモーター代表取締役社長の辞任のほか、息子の兼重宏一副社長も辞任する事を表明した。
2024年5月1日付でビッグモーターがBALMへ商号変更して新設のWECARSへ事業部門を分割した際に、兼重一族が所有していたBALM株式が全て無償譲渡され、また兼重一族でBALMへ100億円を拠出すると報じられた。

## 人物

### 人柄
山口県岩国市の小さな自動車整備工場からスタートし、一代で売上高5800億円の大企業に成長させた。創業期の兼重について、兄によると「整備工場を立ち上げたころはかなり資金繰りが苦しくて、（弟は）当時、口を開けばカネが、カネが……と言っていた」という。
性格について、兼重の長兄は「宏行は真面目で正直な性格だった」と述べている。業界トップの座に躍り出ると「兼重は成金趣味になった」と兼重の知人は述べている。
元幹部社員によると「兼重は社員に“トップの背中を捉えた”、“日本一を獲るぞ!”、“狂ったように出店するぞ”」などと言っていたという。

### 私生活
マネーポストWEBやSmart FLASHの取材によると、兼重は2020年に東京都目黒区青葉台の高級住宅地で、ソニー創業者の盛田昭夫の邸宅跡地に、地上2階、地下1階建てで、噴水や茶室もある自宅を建てたという。Smart FLASHの取材に不動産業者は「この地区は路線価で坪600万円前後だが、実際の取引価格は約1000万円である。470坪あり、土地だけで約47億円、建物の床面積は約410坪で、坪300万円として外構外壁を含めると、約13億円になる。土地と建物で、最低でも約60億円になる。」と述べている。マネーポストWEBの取材では「登記簿謄本によると、敷地面積は1000平米を超え、2020年に新築された地上2階の建物は1階部分の床面積が468平米、地下1階は577平米という豪邸で、敷地内に茶室もある。現地の坪単価は500万円ほどとなっていて、単純計算で土地だけでも20億円ほどの価値である。」という。
女性自身が取材した近所の住人によると「兼重家と、近隣の住人は一切、交流がなく、兼重家の引っ越し当初、兼重家と地域の町内会でゴミ出しについてのトラブルが起こった」という。他にも、京都に邸宅、熱海や軽井沢に別荘を持っていた。
これらの兼重一族名義の不動産が2024年10月4日付で東京都の不動産会社へ売却されたと報じられた。
異父兄、異父姉がいるが、疎遠になっている。2023年、デイリー新潮の取材に兼重の長兄は「もうアレとは縁を切ったから話すことはない。宏行から兼重とは縁を切るとはっきりと言われた。50年近く前、そう言って家を出て行ってから、すっかり疎遠になっている。けんかしたり、確執があったりしたわけじゃないが生まれの問題とかで、本人なりに思うところがあったんだろう。」などと述べている。
家族
再婚した妻、3人の子（男2名、女1名）がいる。息子の兼重宏一（1988年7月17日（36歳）〜）は、早稲田大学卒業で、MBAを取得。「ビッグモーター」の店舗前で街路樹が枯れるなどしていた問題で、警視庁が2024年3月4日、兼重宏一ら13人を器物損壊の疑いで書類送検した。同年5月31日に東京地方検察庁は宏一を不起訴としたが、その不起訴理由は明らかにしていない。